# Conus ammiralis
Conus ammiralis е вид охлюв от семейство Conidae. Възникнал е преди около 0,0117 млн. години по времето на периода кватернер. Видът не е застрашен от изчезване.

## Разпространение и местообитание
Разпространен е в Австралия (Западна Австралия, Куинсланд и Северна територия), Американска Самоа, Бруней, Вануату, Виетнам, Източен Тимор, Индонезия, Камбоджа, Кения, Китай (Гуандун, Джъдзян, Дзянсу и Фудзиен), Мавриций, Мадагаскар, Майот, Малайзия, Маршалови острови, Микронезия, Мозамбик, Ниуе, Нова Каледония, Палау, Папуа Нова Гвинея, Параселски острови, Провинции в КНР, Реюнион, Самоа, Северна Корея, Сейшели, Сингапур, Соломонови острови, Острови Спратли, Тайван, Тайланд, Танзания, Токелау, Тонга, Тувалу, Уолис и Футуна, Фиджи, Филипини, Южна Корея и Япония (Кюшу и Шикоку).
Обитава пясъчните дъна на морета. Среща се на дълбочина от 20,5 до 68 m, при температура на водата от 23,3 до 26,5 °C и соленост 35,1 – 35,5 ‰.